# Auchel
Auchel és un municipi francès situat al departament del Pas de Calais i a la regió dels Alts de França. L'any 2007 tenia 11.225 habitants.

## Demografia

### Població
El 2007 la població de fet d'Auchel era d'11.225 persones. Hi havia 4.443 famílies de les quals 1.435 eren unipersonals (499 homes vivint sols i 936 dones vivint soles), 1.130 parelles sense fills, 1.348 parelles amb fills i 530 famílies monoparentals amb fills.
La població ha evolucionat segons el següent gràfic:
Habitants censats

### Habitatges
El 2007 hi havia 4.843 habitatges, 4.545 eren l'habitatge principal de la família, 13 eren segones residències i 285 estaven desocupats. 3.959 eren cases i 851 eren apartaments. Dels 4.545 habitatges principals, 1.909 estaven ocupats pels seus propietaris, 2.316 estaven llogats i ocupats pels llogaters i 320 estaven cedits a títol gratuït; 56 tenien una cambra, 386 en tenien dues, 596 en tenien tres, 1.416 en tenien quatre i 2.092 en tenien cinc o més. 2.595 habitatges disposaven pel capbaix d'una plaça de pàrquing. A 2.228 habitatges hi havia un automòbil i a 965 n'hi havia dos o més.

### Piràmide de població
La piràmide de població per edats i sexe el 2009 era:
| Homes | Edats   | Dones |
| ----- | ------- | ----- |
| 1     | 95 o +  | 24    |
| 8     | 90 a 94 | 74    |
| 38    | 85 a 89 | 179   |
| 71    | 80 a 84 | 139   |
| 182   | 75 a 79 | 409   |
| 268   | 70 a 74 | 358   |
| 236   | 65 a 69 | 314   |
| 227   | 60 a 64 | 283   |
| 185   | 55 a 59 | 245   |
| 355   | 50 a 54 | 387   |
| 444   | 45 a 49 | 376   |
| 325   | 40 a 44 | 377   |
| 364   | 35 a 39 | 401   |
| 336   | 30 a 34 | 321   |
| 391   | 25 a 29 | 314   |
| 368   | 20 a 24 | 429   |
| 401   | 15 a 19 | 429   |
| 432   | 10 a 14 | 416   |
| 405   | 5 a 9   | 366   |
| 335   | 0 a 4   | 293   |

## Economia
El 2007 la població en edat de treballar era de 6.891 persones, 4.291 eren actives i 2.600 eren inactives. De les 4.291 persones actives 3.297 estaven ocupades (1.983 homes i 1.314 dones) i 993 estaven aturades (532 homes i 461 dones). De les 2.600 persones inactives 547 estaven jubilades, 660 estaven estudiant i 1.393 estaven classificades com a «altres inactius».

### Ingressos
El 2009 a Auchel hi havia 4.538 unitats fiscals que integraven 11.126 persones, la mediana anual d'ingressos fiscals per persona era de 12.089 €.

### Activitats econòmiques
Dels 312 establiments que hi havia el 2007, 9 eren d'empreses alimentàries, 8 d'empreses de fabricació d'altres productes industrials, 32 d'empreses de construcció, 87 d'empreses de comerç i reparació d'automòbils, 11 d'empreses de transport, 34 d'empreses d'hostatgeria i restauració, 17 d'empreses financeres, 13 d'empreses immobiliàries, 23 d'empreses de serveis, 49 d'entitats de l'administració pública i 29 d'empreses classificades com a «altres activitats de serveis».
Dels 79 establiments de servei als particulars que hi havia el 2009, 1 era una comissaria de policia, 1 oficina d'administració d'Hisenda pública, 2 oficines de correu, 5 oficines bancàries, 3 funeràries, 5 tallers de reparació d'automòbils i de material agrícola, 1 taller d'inspecció tècnica de vehicles, 2 autoescoles, 3 paletes, 6 guixaires pintors, 4 fusteries, 7 lampisteries, 4 empreses de construcció, 15 perruqueries, 1 veterinari, 13 restaurants, 3 agències immobiliàries, 2 tintoreries i 1 saló de bellesa.
Dels 53 establiments comercials que hi havia el 2009, 5 eren supermercats, 2 botigues de més de 120 m², 2 botiges de menys de 120 m², 6 fleques, 5 carnisseries, 2 llibreries, 12 botigues de roba, 1 una botiga de roba, 4 sabateries, 1 una sabateria, 1 una botiga d'electrodomèstics, 1 una botiga de mobles, 2 drogueries, 1 un drogueria, 2 joieries i 6 floristeries.
L'any 2000 a Auchel hi havia 4 explotacions agrícoles.

## Equipaments sanitaris i escolars
El 2009 hi havia 1 hospital de tractaments de mitja durada (seguiment i rehabilitació), 1 un hospital de tractaments de llarga durada, 4 centres de salut, 4 farmàcies i 1 ambulància.
El 2009 hi havia 5 escoles maternals i 6 escoles elementals. A Auchel hi havia 2 col·legis d'educació secundària, 1 liceu d'ensenyament general i 1 liceu tecnològic. Als col·legis d'educació secundària hi havia 791 alumnes, als liceus d'ensenyament general n'hi havia 298 i als liceus tecnològics 479.

## Poblacions més properes
El següent diagrama mostra les poblacions més properes.